# Daniel Paulista
Daniel Pollo Barion, mais conhecido como Daniel Paulista (Ribeirão Preto, 5 de maio de 1982), é um treinador e ex-futebolista brasileiro que atuava como volante. Atualmente comanda o Sport.

## Carreira como jogador

### São Caetano
Forte na marcação, Daniel era um volante que também sabia sair jogando e chegava ao ataque para finalizar. O primeiro clube que ele se destacou foi o São Caetano. Por indicação do técnico Emerson Leão, foi para o Corinthians em 2007.

### Corinthians
Daniel Paulista se destacou no Timão, onde foi um dos principais nomes da equipe durante o Campeonato Paulista e na Copa do Brasil. Já durante o Campeonato Brasileiro, Daniel se machucou e ficou sem jogar durante bom tempo. Com isso, antes mesmo de retornar aos gramados, foi emprestado ao Náutico, até o final do Brasileirão.

### Náutico
Após chegar e rapidamente se adaptar à equipe alvirrubra, virou capitão e comandou a recuperação do Timbu no Brasileirão daquele ano. Ao lado de Acosta, foi o grande destaque do time na competição. Após sua brilhante passagem no Náutico, Daniel tinha tudo para retornar ao Corinthians, mas ao invés disso optou pelo Sport. 

### Sport
No dia 2 de janeiro de 2008, foi apresentado como novo reforço do Sport. Pelo rubro-negro pernambucano, foi campeão da Copa do Brasil em junho do mesmo ano. Depois de quase 9 meses no Leão, acertou a sua transferência para o Rapid Bucareste, da Romênia, e começou a fazer muito sucesso.
Em 2009, após alguns meses de salários atrasados no clube romeno, Daniel conseguiu seu passe diante da FIFA e voltou ao Leão da Ilha assinando um contrato de 3 anos.
Já no dia 4 de março de 2009, marcou um gol na sua estreia na Libertadores pelo Sport na vitória do time por 2–0 sobre a LDU (campeã vigente da competição). No fim de 2011, após não renovar o contrato, Daniel Paulista deixou o Sport.

### Botafogo-SP, Comercial e Audax
No dia 10 de fevereiro de 2012, foi confirmado como novo reforço do Botafogo-SP. Depois foi para o Comercial.
Ainda em 2012, no mês de dezembro Daniel Paulista foi pelo Audax.

### ABC
Em agosto de 2013, Daniel chegou ao ABC por indicação do técnico Roberto Fernandes para a disputa do Campeonato Brasileiro, onde participou da campanha contra o rebaixamento do time alvinegro para a Série C de 2014. Marcou dois gols na vitória por 4–1 diante da Desportiva Ferroviária em partida válida pela Copa do Brasil de 2014.
Posteriormente, após ser dispensado do ABC juntamente com outros jogadores, muitos torcedores questionaram a decisão da diretoria de dispensá-lo, já que o volante ajudou o Mais Querido a não ser rebaixado para a Série C de 2014.

## Carreira como treinador

### Sport
Após a saída de Eduardo Baptista para o Fluminense, em 17 de setembro de 2015, passou a comandar interinamente o Leão da Ilha.
No dia 13 de outubro de 2016, após a saída de Oswaldo de Oliveira, Daniel foi efetivado no cargo de treinador do rubro-negro pernambucano até o final do Campeonato Brasileiro.
Depois de ter a sua saída cogitada para a temporada de 2017, Daniel foi efetivado no comando técnico do clube. No entanto, foi demitido no dia 26 de março de 2017, após um empate por 1–1 com o time reserva do Santa Cruz. Daniel voltou a ser auxiliar-técnico, dando lugar a Ney Franco. Voltou a assumir o comando do Sport de forma interina no dia 27 de outubro de 2017, após a demissão de Vanderlei Luxemburgo.

### Boa Esporte
No dia 7 de maio de 2018, Daniel Paulista foi anunciado como novo técnico do Boa Esporte para a sequência da Série B. Foi demitido pouco mais de um mês, no dia 24 de junho de 2018, após uma derrota de 2–0 para o Vila Nova, em Varginha.

### Confiança
Foi anunciado como novo técnico do Confiança no dia 12 de março de 2019. Chegou num time que estava bem desacreditado, pois vinha de uma péssima campanha no campeonato estadual. Após implementar algumas mudanças, conseguiu fazer boa campanha com o time na Série C e no dia 7 de setembro foi coroado com o acesso para a Série B de 2020. Depois de ter vencido o Ypiranga-RS por 1–0, em casa, o Dragão do Bairro Industrial empatou em 1–1 fora de casa e conquistou o acesso.

### Retorno ao Sport
Após a demissão de Guto Ferreira, teve o seu retorno confirmado ao Leão no dia 14 de fevereiro de 2020.
Após a quinta rodada do Brasileirão de 2020, no dia 20 de agosto de 2020, o Sport demitiu o técnico.

### Retorno ao Confiança
Em 16 de setembro de 2020 acerta o seu retorno ao Confiança. Em 10 de maio de 2021 foi demitido após ser eliminado da Copa do Brasil, da Copa do Nordeste e do Sergipano. Em 50 jogos teve 19 vitórias, 18 derrotas e 13 empates, um aproveitamento de 46,6%.

### Guarani
Em 24 de maio de 2021 foi contratado pelo Guarani para comandar o clube na Série B. Em 4 de maio de 2022 foi demitido após quase um ano no comando do clube. Em 58 jogos teve 22 vitórias, 18 empates e 18 derrotas, com aproveitamento de 48,2%.

### CRB
Em 14 de maio de 2022, foi contratado pelo CRB para a disputa da Série B.
No dia 3 de novembro de 2022, após divergências internas, foi anunciado o seu desligamento. Daniel deixa o clube com um bom retrospecto. Após assumir o CRB na 8° rodada da Série B, com o clube na lanterna, encerrou a sua passagem na 10° posição, com 12 vitórias, 10 empates e 8 derrotas nas 30 partidas disputadas.

### Retorno ao CRB
No dia 28 de maio de 2023, pouco mais de 6 meses após a sua saída do CRB, foi anunciado o seu retorno ao Regatas. No dia 23 de novembro de 2023, foi anunciada a sua renovação para 2024. No dia 05 de setembro de 2024, após ficar 11 jogos sem vencer, Daniel Paulista foi demitido.

### Remo
Foi contratado em 13 de março de 2025 para a disputa do Campeonato Paraense e da Série B.  Ganhou o Parazão 2025 em cima do maior rival azulino, o Paysandu. 

### Retorno ao Sport
Após a demissão do português António Oliveira, Daniel Paulista foi contratado pelo Sport em 7 de junho de 2025, com o objetivo de salvar o clube do rebaixamento no Brasileirão.

## Títulos

### Como jogador:
Santos
- Copa Paulista: 2004
- Campeonato Brasileiro: 2004

Sport
- Campeonato Pernambucano: 2008, 2009, 2010
- Copa do Brasil: 2008

### Como treinador
CRB
- Campeonato Alagoano: 2024

Remo
- Campeonato Paraense: 2025[32]